# Thomas Erpenius

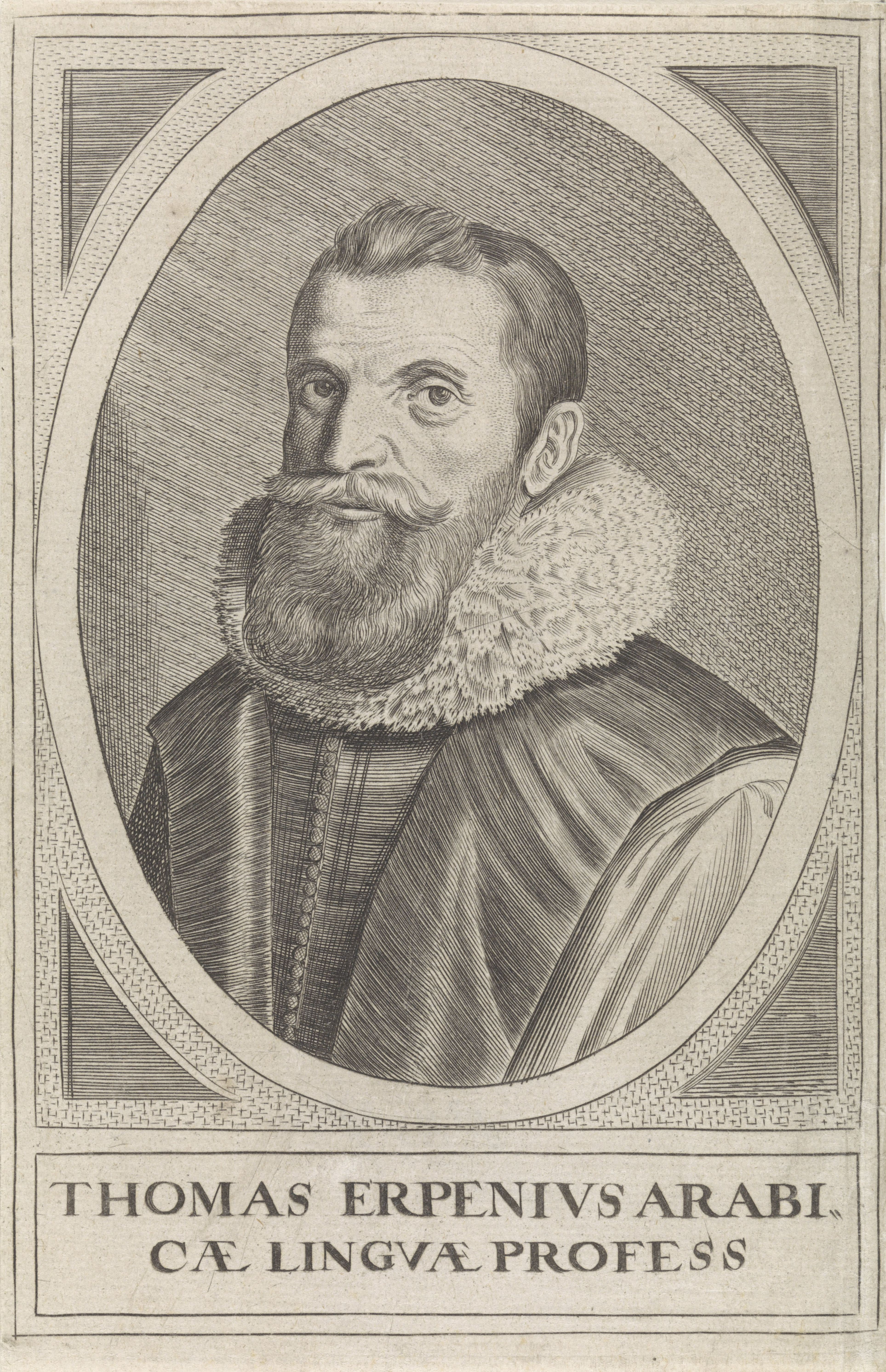
Thomas Erpenius

Thomas Erpenius, även känd som Thomas van Erpe, född 11 september 1584, död 13 november 1624, var en nederländsk orientalist.
Erpenius blev 1613 professor i orientaliska språk i Leiden, där han inrättade ett tryckeri med arabiska, hebreiska, syriska och etiopiska stilar och i rask följd utgav en mängd arbeten, däribland Grammatica arabica (1613), Lexicon arabicum (1616), Grammatica hebraica generalis (1621) och Historia saracenia G. Elmacinia arab. et lat. (1625). Genom sina läroböcker blev Erpenius av stor betydelse för återupplivandet av de orientaliska språkens studium.